# Эстония на «Евровидении-2003»
Эстония принимала участие в сорок восьмом выпуске телевизионного конкурса Евровидение-2003, который состоялся 24 мая в Риге, Латвия. Страну представляла бритпоп-группа Ruffus с песней Eighties Coming Back ("Восьмидесятые возвращаются"), написанной фронтменом группы Вайко Эпликом. По итогам голосования они заняли лишь 21-е место из 26, набрав 14 баллов. Данный результат привёл к тому, что Эстонии пришлось участвовать в полуфинале следующего выпуска Евровидения, согласно новым правилам о квалификации стран-участниц. Поэтому, Eighties Coming Back стала предшественницей эстонской заявки на Евровидение-2004 Tii в исполнении группы Neiokõsõ. Конкурс был показан ETV с комментариями Марко Рейкопа. Глашатаем, объявлявшим очки эстонских телезрителей, была Эда-Инес Этти, представительница Эстонии на Евровидение-2000.

## Предыстория
К моменту своего участия в конкурсе 2003 года Эстония восемь раз принимала участие на Евровидение, начиная с 1994 года. За это время страна каждый год участвовала в конкурсе, за исключением 1995 года, когда из-за плохого результата за прошлый год страна была не допущена. Эстония стала победительницей Евровидение-2001 с песней Everybody, исполненной Танелем Падаром, Дейвом Бентоном и группой 2XL. На Евровидение-2002, которое было организовано ETV в Таллине, страна заняла третье место с песней Runaway в исполнении Анны Сахлин.

## До «Евровидения»

### Eurolaul 2003
Начиная с 1993 года эстонская телекомпания Eesti Televisioon (ETV) отвечает за организацию отбора заявки на Евровидение и дальнейшую трансляцию конкурса. Традиционно, все заявки отбирались путём организации национального финала под названием Eurolaul, в котором участвовало несколько артистов и песен. 8 ноября 2002 года ETV объявило об участии Эстонии на Евровидение-2003 и об организации соответствующего выпуска Eurolaul. Из поступивших вещателю ста заявок отборочная комиссия, куда входили Яак Йоала, представитель Эстонии на Евровидение-1996 Иво Линна и Эда-Инес Этти выбрало десять для участия в Eurolaul 2003. Он состоялся 8 февраля в студии ETV в Таллине. Ведущими были Марко Рейкоп и Роми Эрлах. Из десяти представленных в финале песен, победитель определялся посредством голосования восьми международных членов жюри, куда входили Андерс Берглунд (Швеция), Дарья Швайгер (Словения), Серджио (Бельгия), Ренарс Кауперс (Латвия), Манфред Витт (Германия), Мойше Датц (Израиль), Майкл Болл (Великобритания) и Бо Хальдорссон (Исландия). Не представленное телеголосование в качестве победителя выявило группу Vanilla Ninja с песней Club Kung-Fu, но по итогам голосования жюри они заняли лишь предпоследнее место. Список конкурсантов был объявлен 13 декабря 2002 года. Среди них был представитель Эстонии на Евровидение-1998 Койт Тооме.
| Порядковый номер | Исполнитель       | Название песни          | Автор(ы)                                         | Очки | Место |
| ---------------- | ----------------- | ----------------------- | ------------------------------------------------ | ---- | ----- |
| 1                | Кади Тоом         | We Are Not Done         | Майан Кярмас, Приит Пайюсаар, Глен Пилвре        | 58   | 3     |
| 2                | Family            | Don't Ever Change       | Сьюзан Лиллевяли, Йоханнес Лыхмус, Кайре Вилгатс | 33   | 8     |
| 3                | Nightlight Duo    | I Can B the 1           | Свен Лыхмус                                      | 52   | 4     |
| 4                | Кади Тоом         | Have a Little Faith     | Майан Кярмас, Приит Пайюсаар, Глен Пилвре        | 48   | 5     |
| 5                | Койт Тооме        | Know What I Feel        | Койт Тооме, Керсти Кууск, Имре Соояяр            | 64   | 2     |
| 6                | Slobodan River    | What a Day              | Мария Рахула, Томи Рахула                        | 33   | 7     |
| 7                | Майкен            | No Matter What It Takes | Петер Роос, Эльмар Лиитмаа                       | 47   | 6     |
| 8                | Vanilla Ninja     | Club Kung-Fu            | Пирет Ярвис, Свен Лыхмус                         | 32   | 9     |
| 9                | Claire's Birthday | Eighties Coming Back    | Вайко Эплик                                      | 65   | 1     |
| 10               | Viies Element     | Have It Your Way        | Аско-Роме Алтсоо, Рауль Веебер, Аймар Тоомла     | 32   | 9     |

## На «Евровидении»
Согласно действовавшим на тот момент правилам к участию на Евровидение допускались все страны, за исключением тех, кто занял последние пять мест по итогам предыдущего выпуска. Поскольку Эстония финишировала третьей по итогам конкурса 2002 года, то она была допущена к участию. Специально для участия на Евровидение группа Claire's Birthday переименовалась в Ruffus. В Риге Ruffus выступали под номером 23, между Бельгией и Румынией. По итогам голосования они заняли лишь 21-е место из 26, набрав 14 баллов. Данный результат привёл к тому, что Эстонии пришлось участвовать в полуфинале следующего выпуска Евровидения, согласно новым правилам о квалификации стран-участниц. В 2003 году большинство стран-участниц перешло на телеголосование, введённое Европейским вещательным союзом в 1997 году. 12 очков эстонские телезрители отдали России. Россия отдала Эстонии 2 очка.

### Голосование
| Очки      | Страна           |
| --------- | ---------------- |
| 12 баллов |                  |
| 10 баллов |                  |
| 8 баллов  | - Ирландия       |
| 7 баллов  |                  |
| 6 баллов  |                  |
| 5 баллов  |                  |
| 4 балла   |                  |
| 3 балла   | - Великобритания |
| 2 балла   | - Россия         |
| 1 балл    | - Исландия       |

| Очки      | Страна   |
| --------- | -------- |
| 12 баллов | Россия   |
| 10 баллов | Норвегия |
| 8 баллов  | Бельгия  |
| 7 баллов  | Швеция   |
| 6 баллов  | Австрия  |
| 5 баллов  | Латвия   |
| 4 балла   | Польша   |
| 3 балла   | Украина  |
| 2 балла   | Германия |
| 1 балл    | Исландия |